# Juniperus monosperma
Juniperus monosperma es una especie de enebro nativa del oeste de América del Norte, en los Estados Unidos en Arizona, Nuevo México, el sur de Colorado, en el oeste de Oklahoma (Panhandle), y el oeste de Texas y en México, en el extremo norte de Chihuahua. a una altitud de Crece a 970-2300 metros.

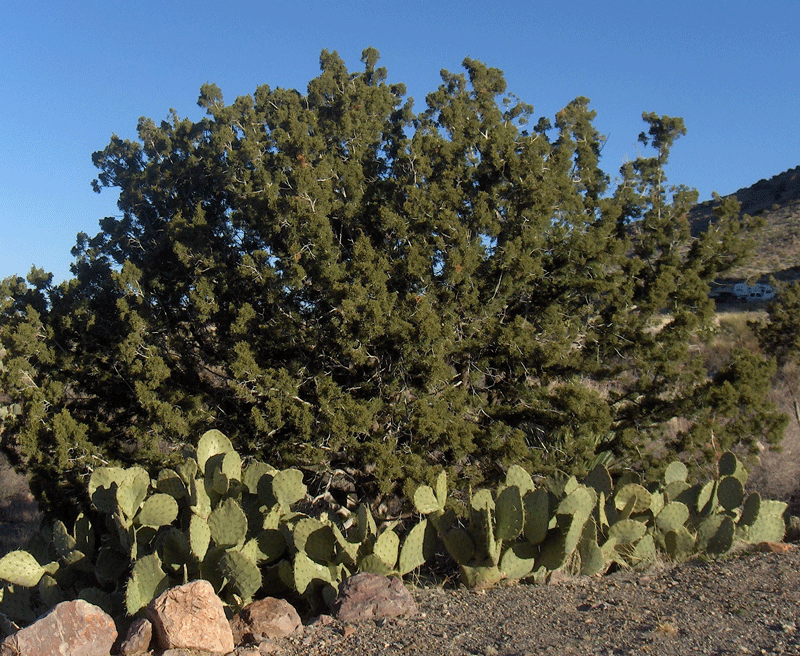
Vista de la planta

## Descripción
Es un árbol de hoja perenne de coníferas, un arbusto o pequeño árbol que alcanza un tamaño de 2-7 m (raramente a 12 m) de altura, por lo general de tallos múltiples, y con una copa densa y redondeada. La corteza es de color gris-marrón, exfoliante en tiras longitudinales delgadas, exponiendo naranja brillante marrón debajo. Los brotes finales son de 1.2 a 1.9 mm de espesor. Las hojas son escamosas, de 1-2 mm de largo y 0,6 a 1,5 mm de ancho en pequeños brotes, hasta 10 mm de largo en los brotes vigorosos; que están dispuestos en verticilos de tres o pares opuestos alternos. Las hojas juveniles, producidas solamente en las plantas de semillero jóvenes, son en forma de aguja. Los conos son de baya, con carne de resina blanda, subglobosos a ovoides, de 5-7 mm de largo azul oscuro con un azul-blanco flor de cera pálida, y contienen una sola semilla (rara vez dos o tres); que son maduros en unos 6-8 meses de la polinización. Los conos masculinos son de 2-4 mm de largo, y derraman su polen a finales del invierno. Por lo general es dioica, con conos masculinos y femeninos en plantas separadas, pero de vez en cuando se puede encontrar plantas monoicas. Sus raíces se ha comprobado que se extienden hasta los 61 m bajo la superficie, por lo que es la segunda planta con el raíces más profundas, después Boscia albitrunca.
Con frecuencia, los conos se pueden encontrar con el vértice de la semilla expuesta; Éstos solían ser a veces considerados una especie separada Juniperus gymnocarpa, pero ahora se sabe que es debido a los daños de insectos a los conos en desarrollo (y que puede afectar a muchas especies diferentes de enebro); las semillas de tales conos son estériles.
Es muy rara o incluso extinta en México, con una única colección de herbario de 1880 verificado; búsquedas más recientes no han logrado encontrar la especie allí. Una especie estrechamente relacionada es Juniperus angosturana que fue sin embargo antes considerada una variedad , como J. monosperma var. gracilis Martínez; se diferencia de J. monosperma en su esbelta pie de 1.0-1.3 mm de diámetro.

## Usos
A diferencia de muchos otros enebros, la madera no es duradera, por lo que no se utiliza en ninguna medida.
Entre los Zuñi, se utilizaba una cataplasma de la raíz masticada aplicada para aumentar la fuerza de los recién nacidos y lactantes. Una infusión de las hojas también se toma para los dolores musculares y para evitar la concepción. Una infusión de las hojas también se toma después del parto para prevenir calambres uterinos y detener el sangrado vaginal. Una infusión simple o compuesta de ramas en se utiliza para promover las contracciones musculares en el nacimiento y se utiliza después del nacimiento para detener el flujo sanguíneo. La madera también se utiliza como un favorito de leña y ceremonial, y el rallado de la corteza fibrosa se utiliza específicamente como yesca para encender los palos de fuego utilizadas para el fuego de Año Nuevo.

## Taxonomía
Juniperus monosperma fue descrita por (Engelm.) Sarg. y publicado en The Silva of North America-- 10: 89. 1896.
Etimología
Juniperus: nombre genérico que procede del latín iuniperus, que es el nombre del enebro.
monosperma: epíteto latíno que significa "con una semilla".
Sinonimia
- Juniperus californica var. monosperma (Engelm.) Lemmon
- Juniperus gymnocarpa (Lemmon) Cory
- Juniperus mexicana var. monosperma (Engelm.) Cory
- Juniperus monosperma f. gymnocarpa (Lemmon) Rehder
- Juniperus occidentalis var. gymnocarpa Lemmon
- Juniperus occidentalis f. gymnocarpa (Lemmon) Rehder
- Juniperus occidentalis var. monosperma Engelm.
- Sabina monosperma (Engelm.) Rydb.[11]